# Pollen

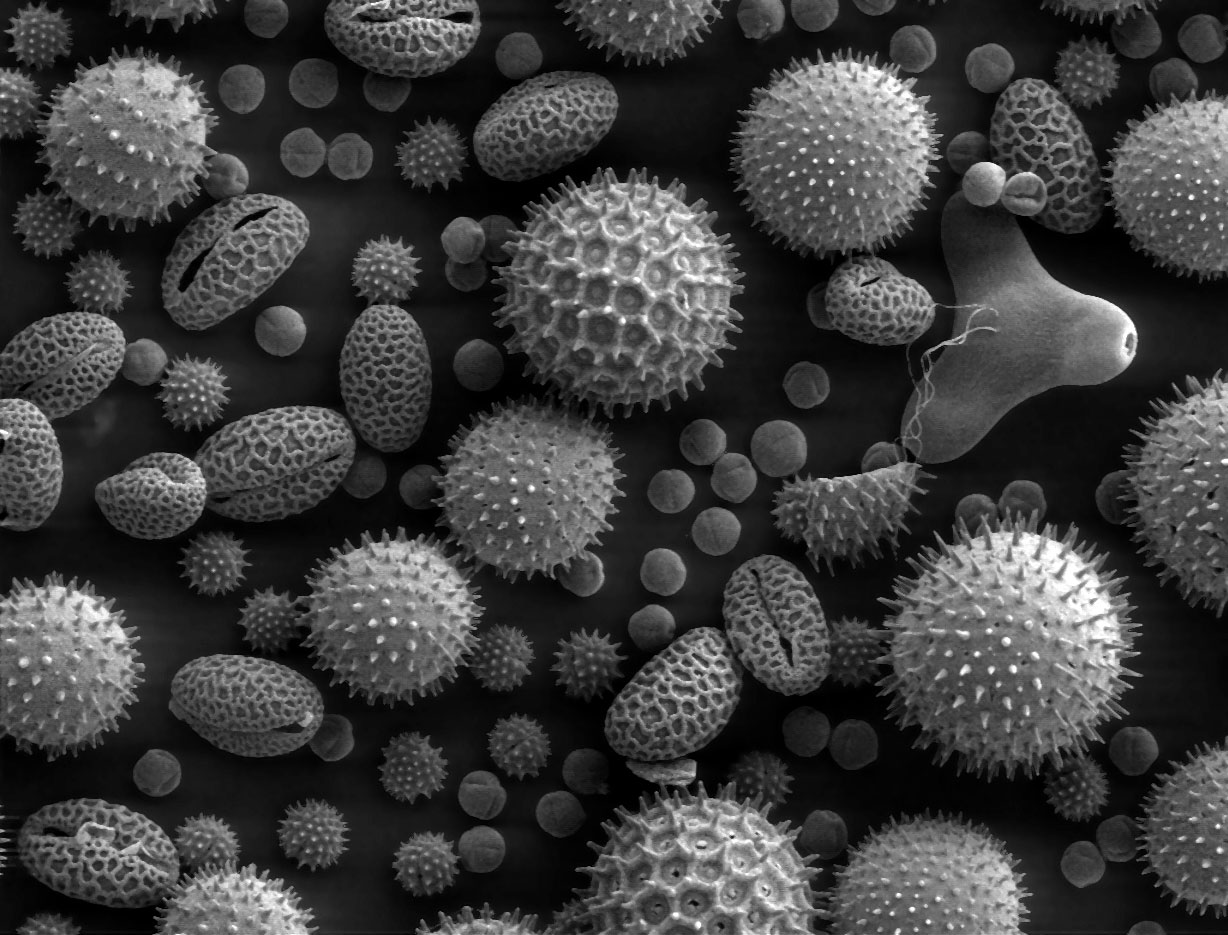
Pollenkörner mikroskopisch mit unterschiedlichen Oberflächen von unterschiedlichen Pflanzen: Lilium auratum mit monocolpaten Pollenkörnern; die anderen haben tricolpate Pollenkörner: Sonnenblume (Helianthus annuus), Prunkwinde (Ipomoea purpurea), Sildalcea malviflora, Nachtkerze (Oenothera fruticosa) und Rizinus (Ricinus communis).

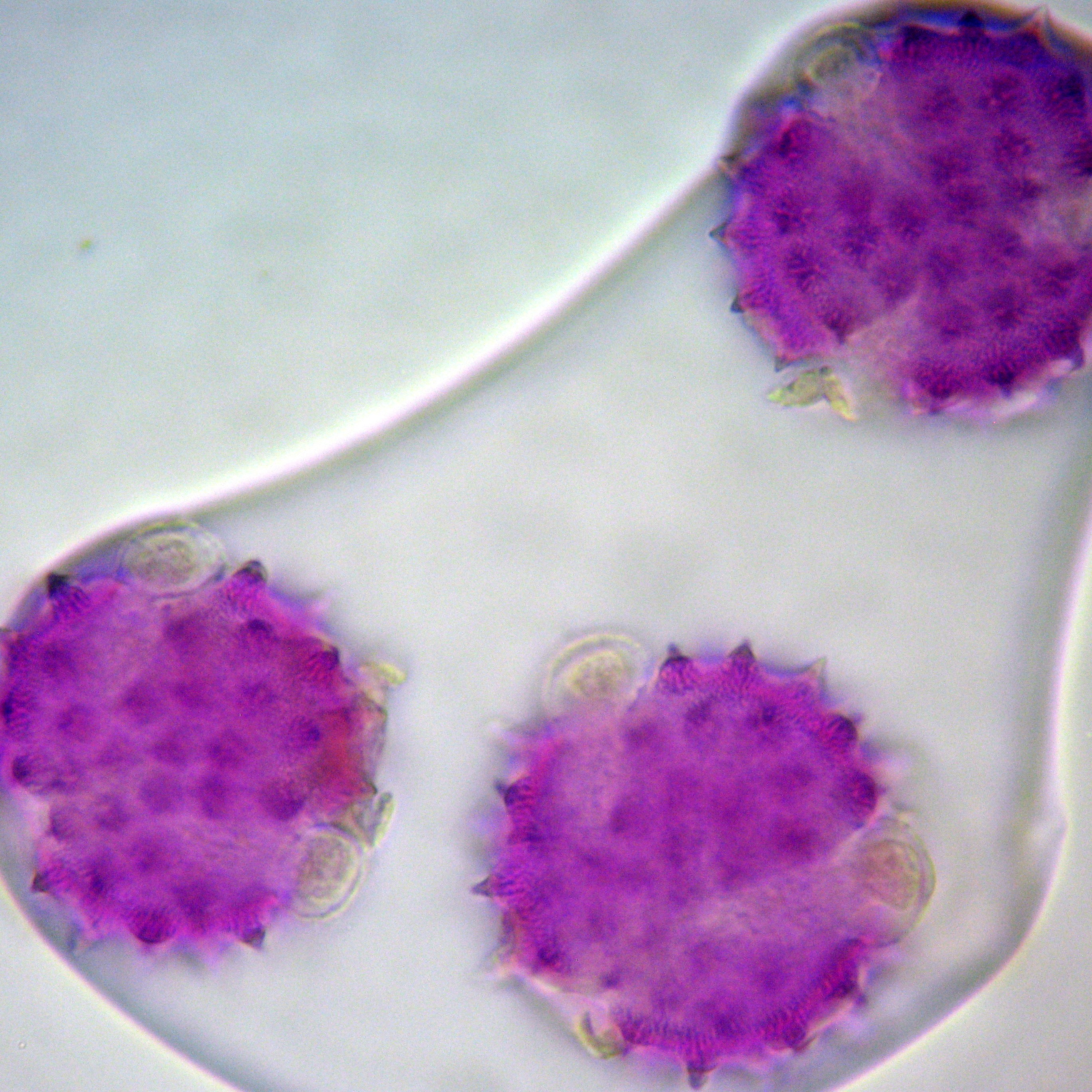
Lichtmikroskopische Aufnahme gefärbter Pollenkörner einer Pflanze aus der Gattung der Goldkolben (Ligularia)

Der Pollen (lateinisch pollen ‚sehr feines Mehl, Mehlstaub‘) oder Blütenstaub ist die meist mehlartige Masse, die in den Staubblättern der Samenpflanzen gebildet wird. Er besteht aus den Pollenkörnern. Diese sind infolge einer Reduktionsteilung (Meiose) haploid, d. h., ihre Zellen besitzen nur einen einfachen Chromosomensatz. Sie entsprechen damit den Gametophyten der Moose und Farne (siehe hierzu den Artikel Diplohaplont).
Pollenkörner sind von einer widerstandsfähigen Wand, dem Sporoderm, umgeben, die unter anderem aus Sporopollenin besteht, und dienen dazu, die männlichen Gameten (Keimzellen) geschützt zu den weiblichen Empfangsorganen zu bringen und so die Bestäubung und in weiterer Folge die Befruchtung zu ermöglichen.

## Aufbau

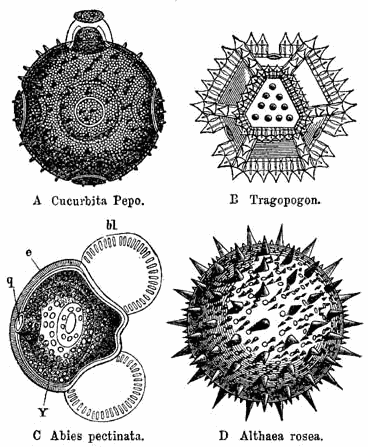
Pollenkörner

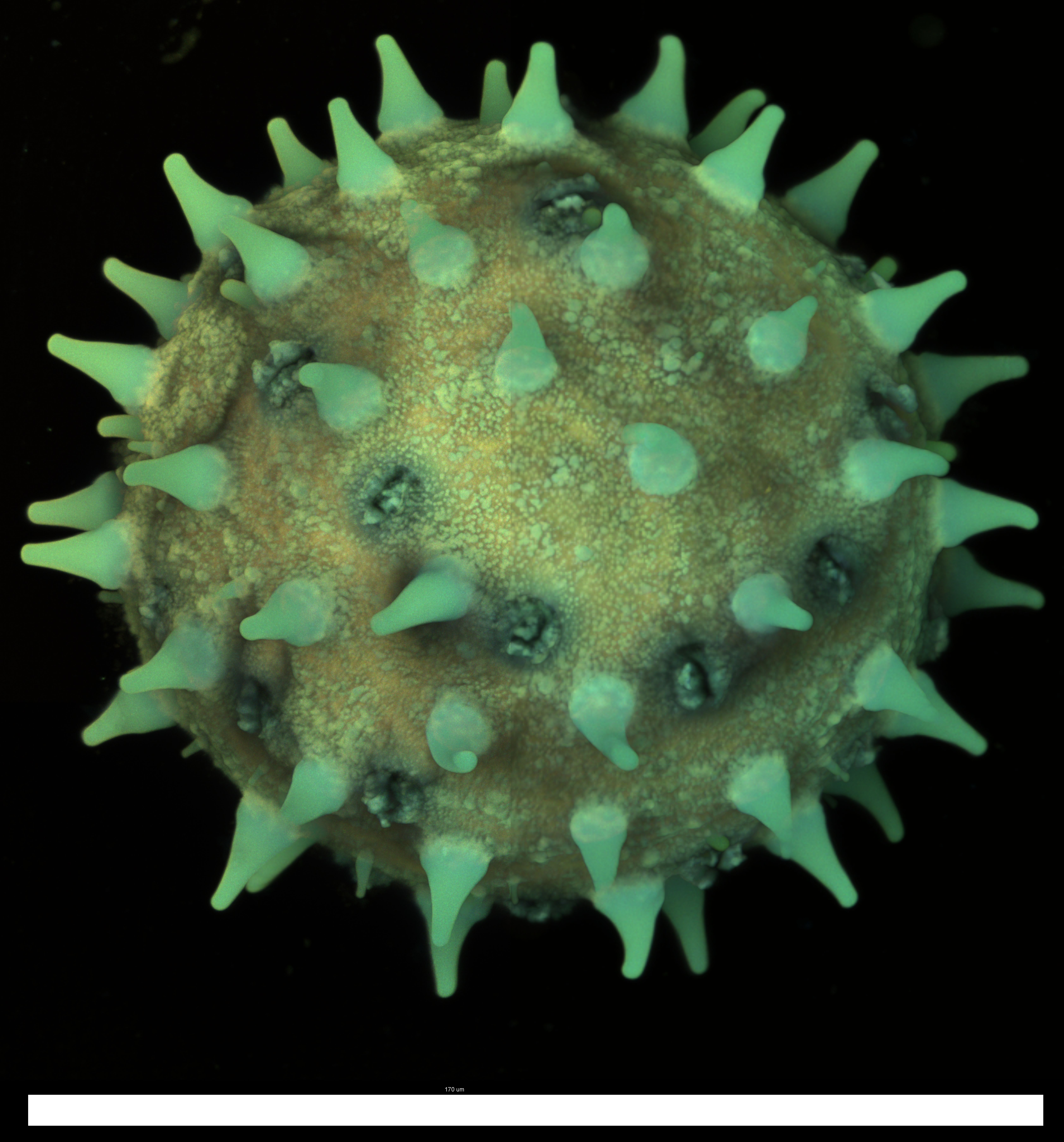
Pollenkorn von Hibiskus. Der weiße Balken ist 170 µm lang.

Pollenkörner sind nach Größe, Form und Oberflächenstruktur sehr vielgestaltig und lassen sich vielfach aufgrund dieser Merkmale den jeweiligen Arten oder zumindest Gattungen zuordnen. Die meisten Pollenkörner sind zwischen 10 und 100 Mikrometer groß, die größten bildet Cucurbita mit 170 bis 180 Mikrometer Durchmesser.

### Intine und Exine
Pollenkörner besitzen eine widerstandsfähige Wand, die hier Sporoderm genannt wird. Das Sporoderm besteht aus zwei Schicht-Komplexen: der inneren Intine und der äußeren Exine.
Die Intine ist meist zart und nicht besonders widerstandsfähig. Häufig besteht sie aus zwei bis drei Schichten, wobei die äußerste einen hohen Pektin-Anteil hat, was ein einfaches Loslösen von der Exine ermöglicht. Die inneren Schichten bestehen hauptsächlich aus Zellulose-Fibrillen. Beim Auskeimen des Pollenkorns wächst die von der Intine umgebene vegetative Zelle zum Pollenschlauch aus.
Der Hauptbestandteil der Exine ist das widerstandsfähige Sporopollenin, das in rund sechs Nanometer großen Granula die Exine aufbaut. Diese besteht aus zwei Schichten: der inneren Endexine und der äußeren Ektexine.
- Bei den Gymnospermen (Nacktsamern) besitzt die Endexine eine lamelläre Struktur. Die Ektexine besteht wiederum aus einer inneren Fußschicht (foot layer) und einer äußeren kompakten Schicht, die eine granuläre oder alveoläre Mittelschicht einhüllen.

- Bei den Angiospermen (Bedecktsamern) ist die Endexine granulär aufgebaut. Die Endexine und die dichte Fußschicht der Ektexine werden zur Nexine zusammengefasst. Der übrige Teil der Ektexine bildet die Sexine, die meist sehr stark strukturiert ist. Besteht die Sexine aus Stäbchen, Keulen, Kegeln, Warzen und ähnlichen Strukturen, jedoch ohne eine Außenschicht, spricht man von intectaten Pollenkörnern. Bei tectaten Pollenkörnern sind die Säulchen (Columellae, Bacula) an der Außenseite zu einer Schicht, dem Tectum, verbunden. Das Tectum kann wiederum sehr vielgestaltig sein: durchbrochen, mehrschichtig, selbst wiederum skulpturiert.

In den Hohlräumen des Tectum sind verschiedene Substanzen auf- beziehungsweise eingelagert:
- Pollenkitt (oder Pollenklebstoff) ist eine ölige Substanz aus Lipiden und Carotinoiden und bewirkt, dass die Pollenkörner an den Bestäubern anhaften. Pollenkitt wird nur von Angiospermen gebildet, kann jedoch auch fehlen.
- Inkompatibilitätsproteine: Diese dienen der Verhinderung der Selbstbefruchtung.

Die Struktur der Exine wird vom Pollenkorn bestimmt. Das Material, das Sporopollenin, wird allerdings vom Tapetum der Antherenwand gebildet und auf das Pollenkorn aufgelagert.

### Aperturen
An den Pollenkörnern befinden sich eine oder meist mehrere Keimöffnungen (Aperturen). An diesen Stellen fehlt die Exine. Durch eine der Aperturen kann bei der Keimung des Pollens der Pollenschlauch hindurchwachsen. Das Pollenkorn besitzt einen proximalen Pol, das ist der ins Zentrum der Pollentetrade weisende Pol, und einen distalen Pol. Senkrecht zu den Polen steht die Äquatorialebene.
- Pollenkörner ohne Apertur nennt man inaperturat, solche mit aperturat.
- Längsgestreckte Keimfalten nennt man Sulcus, wenn sie am distalen Pol liegen. Die Pollenkörner sind dann sulcat. Dies trifft für die meisten Nacktsamer zu.
- Äquatoriale oder auf der ganzen Oberfläche verteilte Keimfalten nennt man Colpus, die Pollenkörner colpat.
- Ulcus ist eine rundliche Keimpore am distalen Pol (Adjektiv: ulcerat).
- Porus ist eine Keimpore am äquatorialen Pol oder auf der gesamten Oberfläche (Adjektiv: porat).
- Zusammengesetzte Keimöffnungen nennt man colporat.

Nach der Anzahl der Keimöffnungen unterscheidet man mono- (ein), tri- (drei), stephano- (mehr als drei in Äquatorebene) und panto-aperturate (mehr als drei über die gesamte Oberfläche verbreitete) Pollenkörner. In der Äquator-Ebene gelegene Strukturen werden mit der Silbe zono- bezeichnet.
Bei den Einkeimblättrigen und den basalen Dikotylen (Magnoliidae) herrschen mono-aperturate Pollenkörner vor. Bei den Rosopsida sind tricolpate Pollenkörner und deren Abwandlungen vorherrschend.
Die Apertur kann von einem Operculum bedeckt sein, einer von der übrigen Sexine vollständig getrennten Struktur.

### Elektrostatische Ladung
Der Pollen trägt oft statische elektrische Ladungen. Da viele Blütenpflanzen zu aktiver elektrischer Orientierung befähigt sind, kann die Pflanze die Ankunft von Pollen (auch an Insekten anhaftend) in der Blüte registrieren und die Blüten beispielsweise weiter öffnen. Das von ihr erzeugte elektrische Feld kann die Pflanze innerhalb von Sekunden ändern, um auf einfallenden Pollen oder auf Insekten zu reagieren. Aber selbst bei Windbestäubung ist der Ladungsunterschied des Pollens von selektivem Vorteil. Dieses Phänomen wird zur industriellen elektrostatischen Bestäubung genutzt.

### Ausbreitungseinheiten
In den meisten Fällen werden die Pollenkörner einzeln, also als Monaden ausgebreitet. Daneben können sie aber auch in Gruppen von zwei oder vier Körnern in die Luft abgegeben werden – man spricht dann von Dyaden bzw. Tetraden. Tetraden bilden sich, wenn die Tochterzellen einer Pollenmutterzelle zusammenhaften. Dies ist etwa bei den Ericaceae der Fall. Bei den Cyperaceae sind drei der vier Tochterzellen reduziert, so dass Pseudomonaden entstehen.
Pollenkörner können zu größeren Gruppen zusammengehalten werden, und zwar durch Pollenkitt; eine weitere Möglichkeit sind Viscinfäden, klebrige Fäden aus Sporopollenin, Cellulose und/oder Proteinen. Bleiben die Pollenkörner mehrerer Pollenmutterzellen miteinander verbunden, entstehen Polyaden aus 8, 16 oder 32 Pollenkörnern, etwa bei den Mimosoideae. Größere Gruppen werden auch als Massulae bezeichnet (Einzahl: Massula; Verkleinerungsform von lateinisch massa (Teig-)Masse). Beispiele sind die Akazien und viele Orchideen.
Bleibt der gesamte Inhalt eines oder mehrerer Pollensäcke zusammenhängend, wird er Pollinium genannt. Das Pollinium ist oft von einer gemeinsamen Sporopollenin-Hülle umgeben und tritt bei manchen Vertretern der Apocynaceae und der Orchideen auf. Als Pollinarium bezeichnet man ein Pollinium mit den Anhangsorganen, die der Ausbreitung dienen; bei den Orchideen sind dies Stielchen und Klebscheibe. Im Strasburger ist die Definition davon abweichend als Pollinium: aus einem Pollensack, Pollinarium: aus mehreren Pollensäcken.
Es gibt einen Zusammenhang zwischen der Größe der Pollenpakete und den Bestäubern. Je spezifischer ein Bestäuber auf eine Pflanzenart angepasst ist, etwa bei Orchideen, desto größer sind die Pollenpakete, die ihm mitgegeben werden. Bei unspezifischen Bestäubern (z. B. viele Käfer) sind die einzelnen Pollenpakete klein, da die Wahrscheinlichkeit, dass der Bestäuber wieder eine Blüte der gleichen Art aufsucht, geringer ist.

## Entwicklung des Pollenkorns

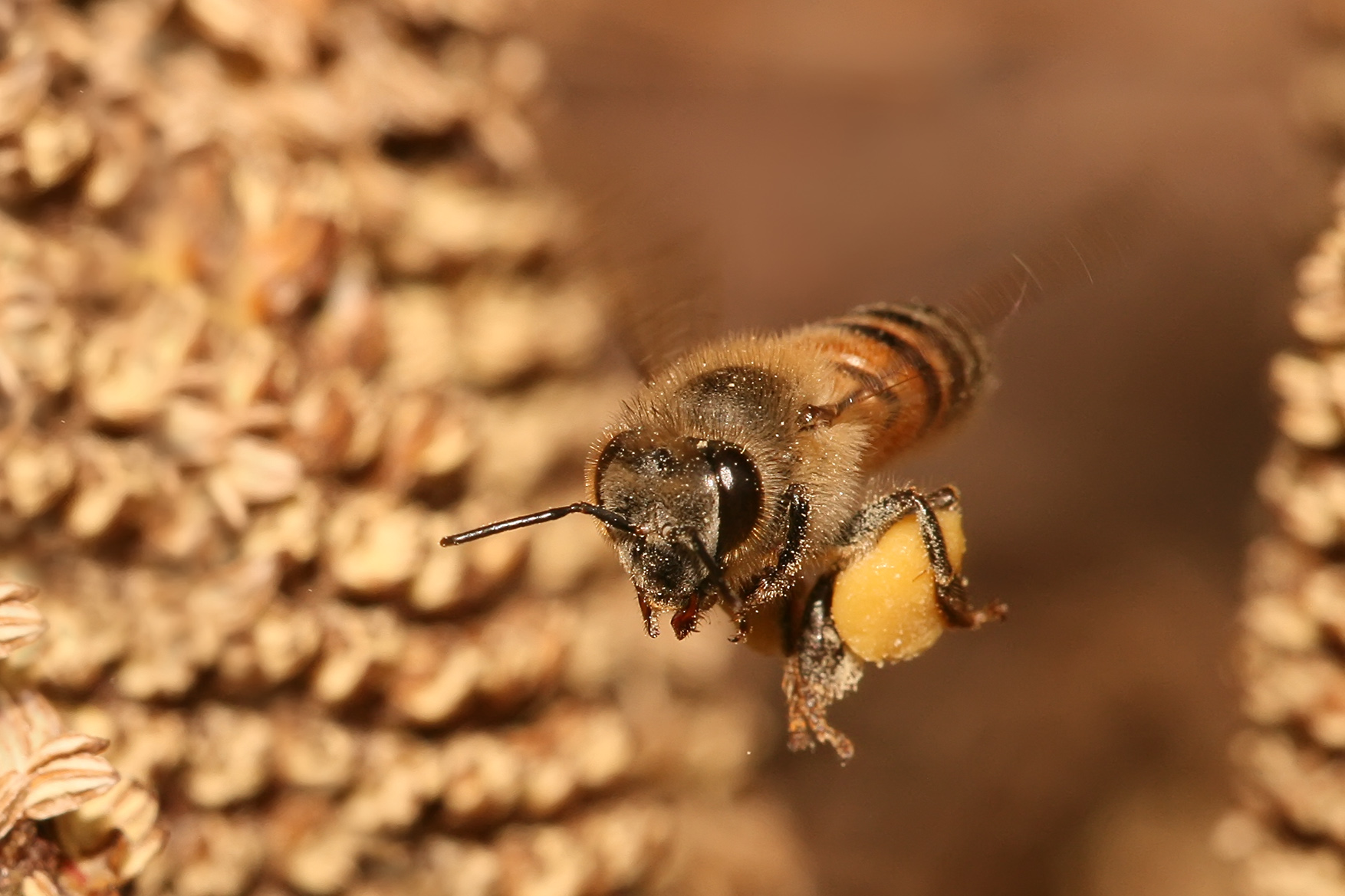
Eine westliche Honigbiene beim Transportieren von Pollen

Pollenkörner werden in den Pollensäcken der Antheren eines Staubblatts gebildet. Aus jeder Pollenkornmutterzelle (auch Mikrosporenmutterzelle genannt) gehen nach einer Meiose vier haploide Pollenkörner hervor. In jedem Pollenkorn findet während der Reifung mindestens eine weitere Zellteilung statt, wodurch bei den Bedecktsamern eine oder zwei kleine generative Zellen und eine größere, diese umgebende vegetative Zelle entstehen. Bei den Nacktsamern ist die Anzahl der Zellen höher, bis maximal 50. Die Ernährung der Pollenkörner geschieht durch das Tapetum, die innerste Schicht der Antherenwand. In die vegetative Zelle werden Reservestoffe (Proteine, Kohlenhydrate und Lipide) eingelagert, und bei der Reifung wird dem Pollenkorn die Feuchtigkeit entzogen.
Die Bildung der Pollenkornwand beginnt im einzelligen Stadium mit der Ausbildung einer Primexine durch die Pollenzelle. Die Primexine besteht hauptsächlich aus Zellulose und dient als Matrix, in die dann das durch das umgebende Tapetum gebildete Sporopollenin eingelagert wird. Nach der Bildung der Primexine umgibt sich die Pollenzelle mit der Intine, aus der später bei der Pollenkeimung auch die Wand des Pollenschlauchs hervorgeht.

## Pollenwert (Pollenergiebigkeit)
Insbesondere für die Imkerei, aber auch für verschiedene wissenschaftliche Disziplinen ist es u. a. zur Beurteilung der Insektenfreundlichkeit und des Trachtwerts von Pflanzen von Interesse, wie viel Pollen eine Blühpflanzenart oder -sorte typischerweise liefert. Als Angabe dafür hat sich der so genannte Pollenwert (P) etabliert, der die Pollenergiebigkeit grob einstuft in 0 (nichts), 1 (gering), 2 (mittel), 3 (gut), 4 (sehr gut). Verschiedene Print- und Online-Quellen geben neben dem Pollenwert in der Regel auch den in gleicher Weise definierten Nektarwert (N) und die Blühmonate (im Hinblick auf ein möglichst lückenloses Angebot an Insektennahrung, so genanntes Trachtfließband) an.

## Ausbreitung des Pollens

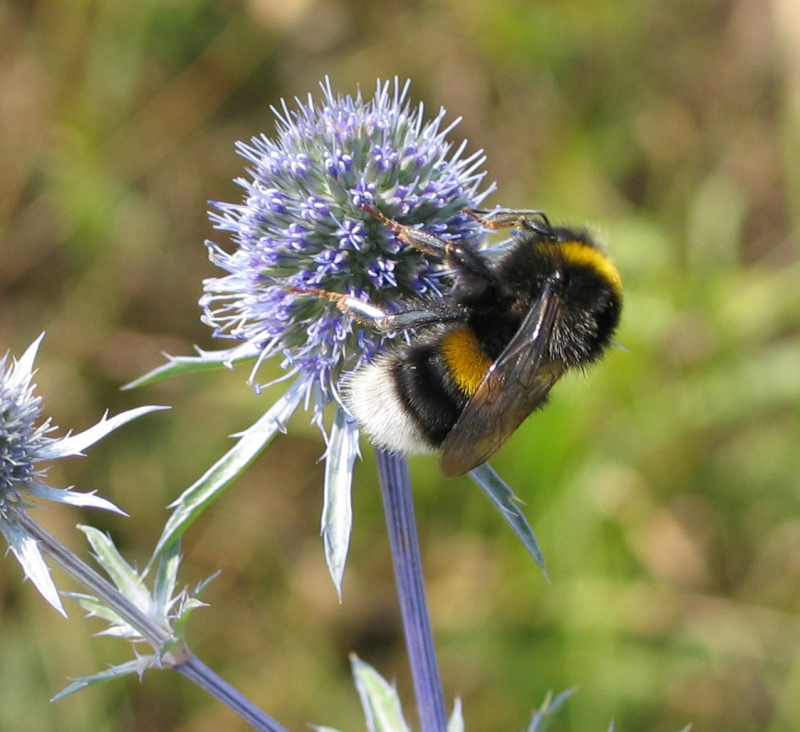
Hummel (Bombus terrestris) an einer Mannstreu-Pflanze bei der Bestäubung.

Der Pollen wird vom Wind (Anemogamie), Wasser (Hydrogamie) oder von Tieren (Zoogamie) (z. B. Insekten, Vögel; siehe auch Vogelblume) verbreitet. Der Pollenflug existiert seit schätzungsweise 300 Millionen Jahren und ist für mehr als die Hälfte der Pflanzen zur Bestäubung unerlässlich. Dabei kann der Pollen von einer auf eine andere Blüte übertragen werden (Bestäubung).

## Pollenkunde
Da Pollen unter anderem durch den Wind weit verbreitet wird und oft in Seesedimenten oder Torfen erhalten bleibt, ist er in der Geologie und Klimaforschung von großem Interesse.
Anhand des gefundenen Pollens lassen sich Rückschlüsse zum Beispiel auf die Geschichte des Waldes in Mitteleuropa und damit auch auf das Klima einer geologischen Periode ziehen. Die sich mit dieser Thematik beschäftigende Wissenschaft nennt man Palynologie.
Aufgrund der enthaltenen Pollenkörner kann die Herkunft des Honigs bestimmt werden. Dieses Aufgabengebiet wird als Melissopalynologie bezeichnet. Pollenanalysen werden auch zur Aufklärung von Verbrechen herangezogen (Forensische Palynologie).

## Bedeutung für den Menschen

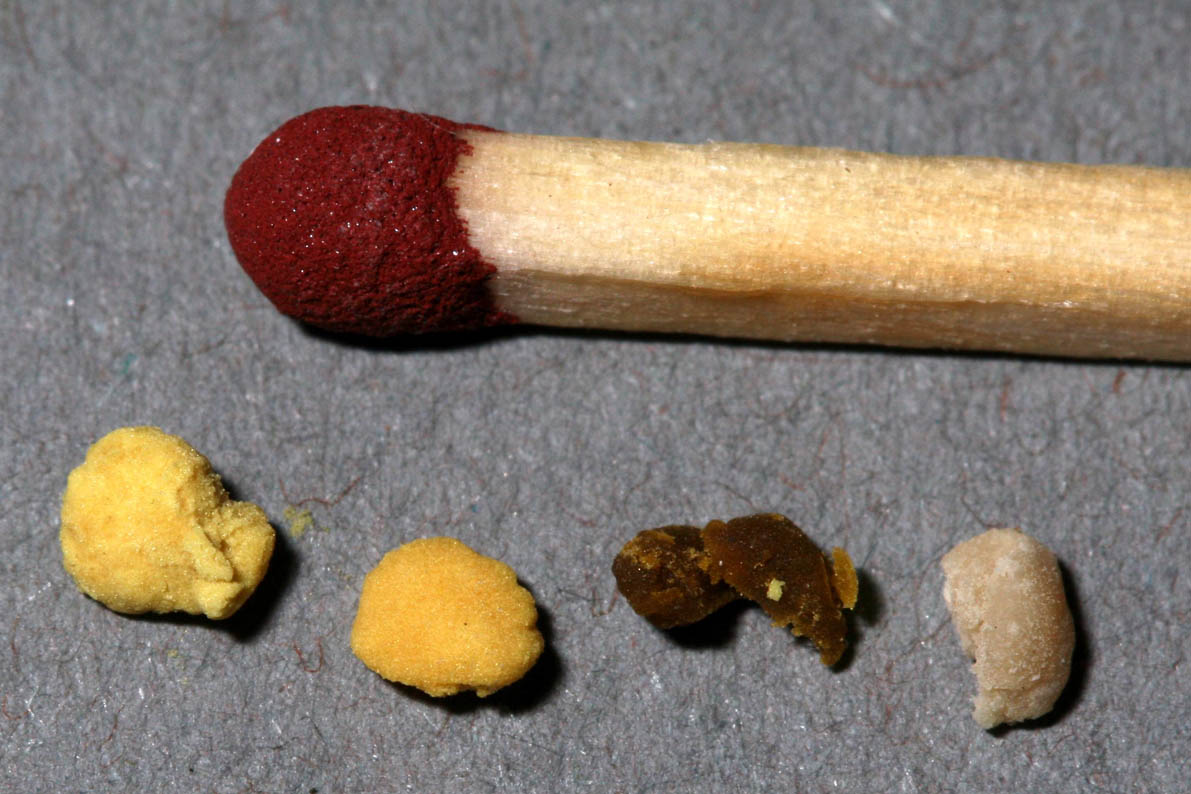
Gesammelte Pollenklümpchen

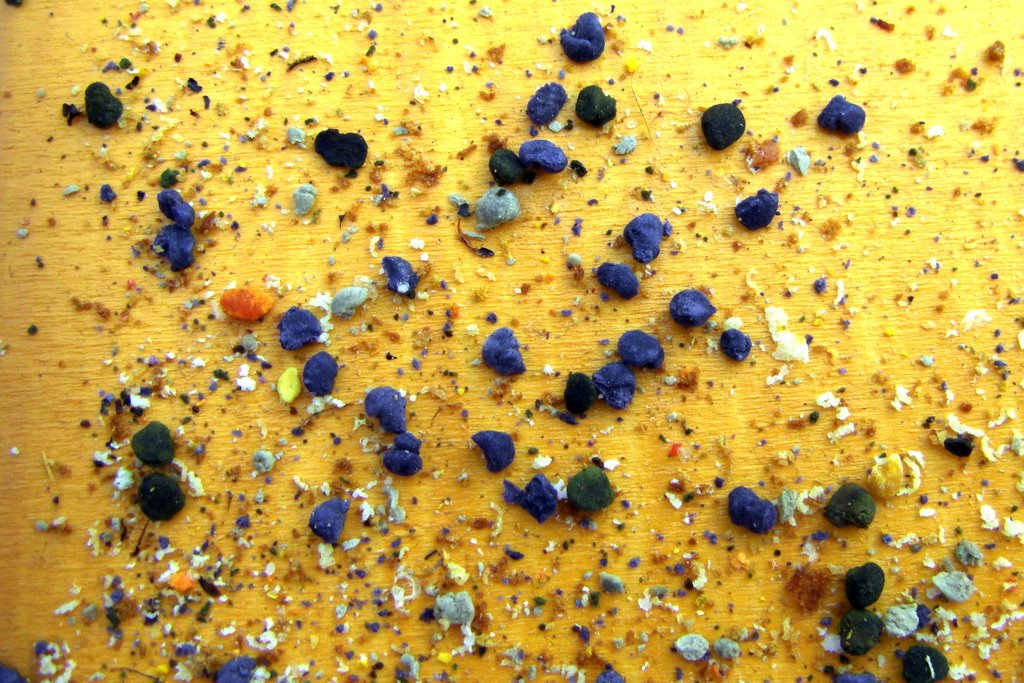
Pollen, z. B. Phacelia (lila)

### Inhaltsstoffe
Wie das Bienenbrot, das auch überwiegend aus Pollen besteht, ist der Pollen essbar. Für die Nutzung als Nahrungsergänzungsmittel ist Pollen durch den hohen Anteil an pflanzlichen Proteinen besonders wertvoll. Zudem ist er ein hochwertiges Antioxidans und ein guter Radikalfänger und kann die natürliche Regeneration des Körpers fördern und die körperliche und geistige Leistungsbereitschaft steigern.
Blütenpollen besteht zu 20 bis 30 Prozent aus verschiedenen, reduzierenden Zuckerarten, zu 20 bis 22 Prozent aus Proteinen und zu 10 bis 12 Prozent aus freien Aminosäuren, von denen der überwiegende Anteil zu den essentiellen, also den lebensnotwendigen Aminosäuren gehören, die dem menschlichen Körper durch die Nahrung zugeführt werden müssen, da er sie nicht selbst erzeugen kann. Pollen enthält außerdem ca. 5 Prozent an Fetten und 6 Prozent Ballaststoffe:
- 2–4 % Kalium
- 1–2 % Magnesium
- 1–1,5 % Kalzium
- 1–2 % Eisen
- 0,2–1 % Silizium
- 1–1,5 % Phosphor
- in kleinen Mengen Schwefel, Mangan, Chlor

Des Weiteren sind im Pollen nahezu alle Vitamine (B1 bis B 12, C, D, E, K und das Provitamin A) enthalten, die Fermente Phosphatase, Amylase, Saccharase, Rutin sowie antibiotische Substanzen und Hormone. Das Fettsäuremuster dominiert die Alpha-Linolensäure.

### Ernte

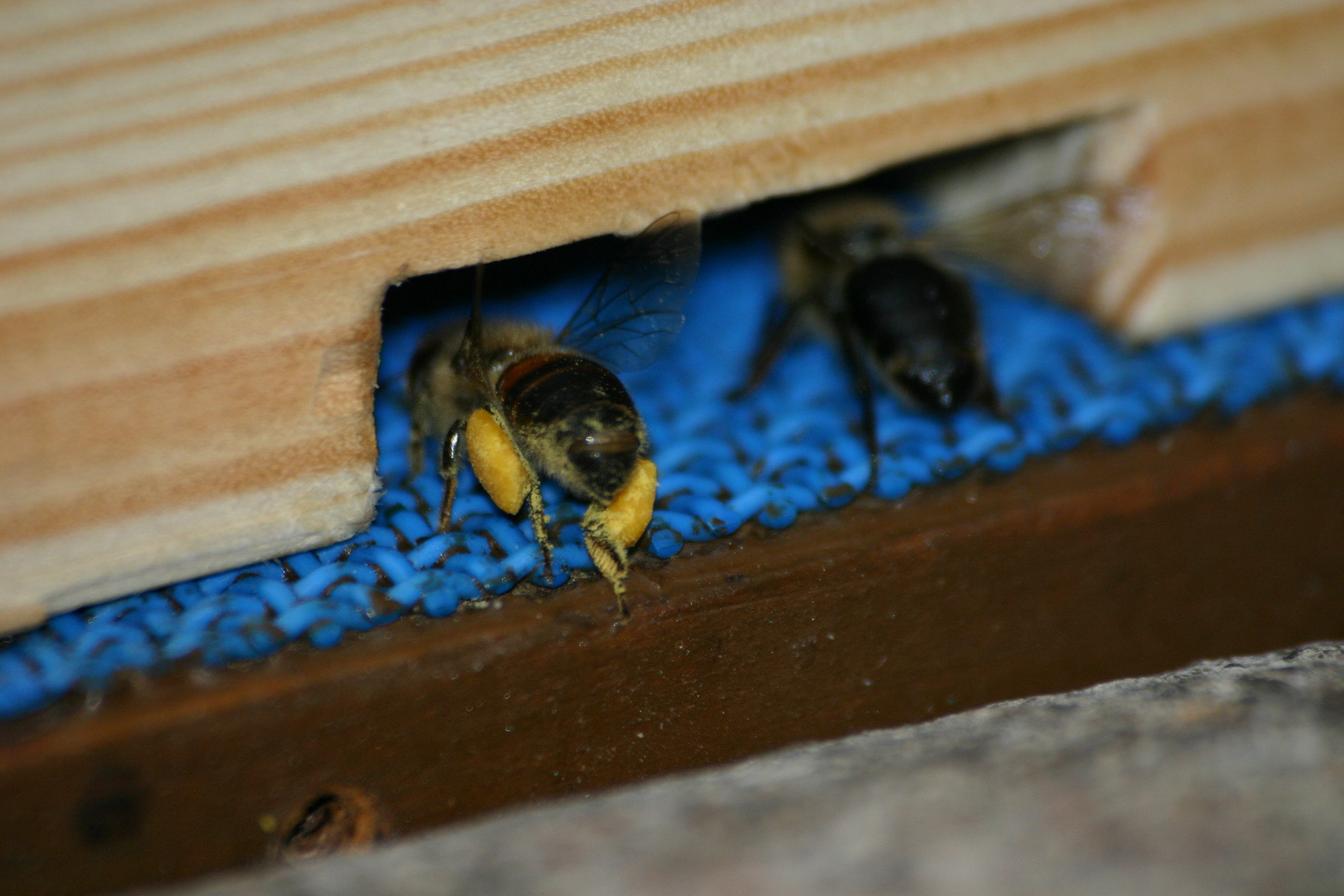
Sammelbiene bei Rückkehr in den Stock, mit gefüllten „Pollenhöschen“

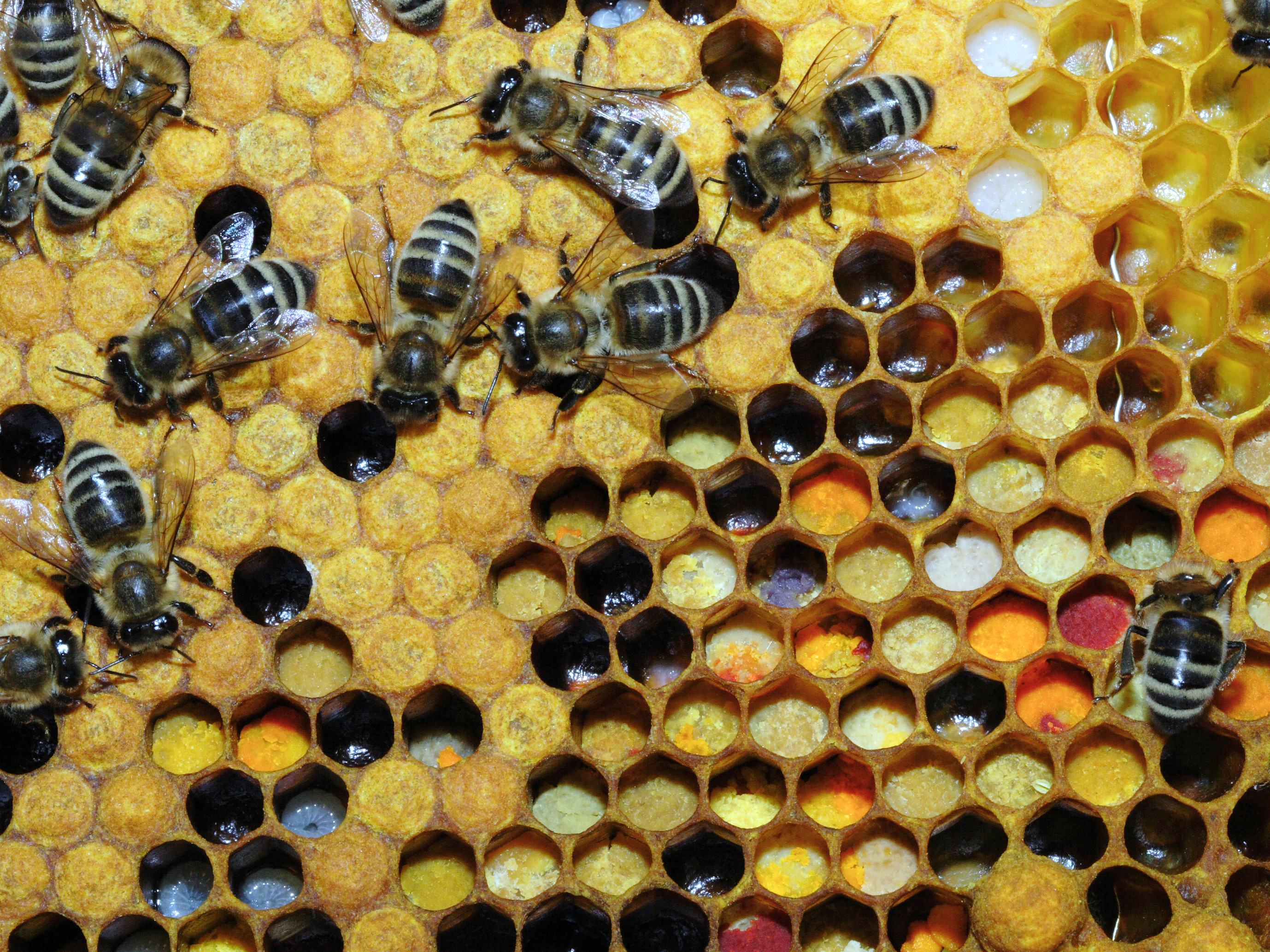
Pollen verschiedener Pflanzen dienen der Bienenbrut als Nahrung

In der Imkerei kann eine spezielle Vorrichtung, eine sogenannte Pollenfalle, am Eingang (Flugloch) eines Bienenstockes angebracht werden. Dies ist im Wesentlichen ein Gitter, durch das sich die heimkehrenden Flugbienen zwängen müssen, wobei sie ihre „Pollenhöschen“ verlieren (abstreifen). Die Pollenklümpchen fallen dabei in ein Auffanggefäß, das in der Regel zweimal am Tag geleert wird. Danach muss der so gewonnene Pollen sofort gereinigt (Fremdkörper aussortieren) und getrocknet werden.
Die Pollenfalle sollte regelmäßig entfernt werden, damit die für die Aufzucht der Bienenbrut notwendige Eiweißversorgung gewährleistet ist.

### Allergien
Der vom Wind verbreitete Pollen ist für viele Menschen mit Allergien problematisch. Die Pollenkörner setzen nach Kontakt mit einer wässrigen Phase eine Reihe von Proteinen, Lipiden und Zuckern frei. Auf einige Proteine und Lipide entsteht eine spezifische Immunreaktion, die beim zweiten und jedem weiteren Kontakt eine allergische Reaktion auslöst. Diese kann unter anderem mit geröteten und tränenden Augen, Niesen und Schnupfen (allergische Rhinitis) einhergehen. Auf dem Land sind morgens die Pollenkornkonzentrationen hoch, in der Stadt abends.
Die Iatropalynologie beschäftigt sich mit der Aufklärung dieser Wirkungen.

### Toxikologie
Die Pollen einiger Pflanzen können für Mensch und Tier schädlich sein. Dazu gehören u. a. Rhododendron-Arten (Grayanotoxine), Oleander (Oleandrine) und Lorbeerrosen (Acetylandromedol). Die Wirkung nach dem Verzehr von Honig mit hohem Gehalt an solchen Pollen ist seit der Antike bekannt (Pontischer Honig).

## Pollenflugkalender
Üblicherweise sind nach dem phänologischen Kalender aufgrund des Klimas in Mitteleuropa folgende Pollenkornarten abhängig von der regional vorherrschenden Witterung anzutreffen:
- Ende Dezember / Januar: Purpurerle,[25] Hasel
- Februar: Erle, Hasel
- März: Hasel, Erle, Pappel, Ulme, Weide
- April: Birke, Eiche, Erle, Esche, Flieder, Gräser, Hainbuche, Hasel, Pappel, Raps, Rotbuche, Ulme, Weide, Wiesen-Fuchsschwanz
- Mai: Birke, Eiche, Flieder, Gerste, Gräser, Hafer, Hainbuche, schwarzer Holunder, Hopfen, Kiefer, Linde, Platane, Robinie, Roggen, Raps, Rotbuche, Spitzwegerich, Wiesen-Fuchsschwanz
- Juni: Brennnessel, Gänsefuß, Gräser, Hainbuche, schwarzer Holunder, Esskastanie, Liguster, Linde, Mais, Raps, Roggen, Robinie, Spitzwegerich
- Juli: Beifuß, Brennnessel, Gänsefuß, Glaskraut, Gräser, Liguster, Mais, Traubenkraut, Raps, Roggen, Spitzwegerich
- August: Beifuß, Brennnessel, Gänsefuß, Glaskraut, Gräser, Mais, Traubenkraut, Roggen, Spitzwegerich, Wiesenschwingel
- September: Beifuß, Brennnessel, Gänsefuß, Glaskraut, Glatthafer, Gräser, Mais, Traubenkraut, Spitzwegerich, Wiesenschwingel
- Oktober: Brennnessel, Gänsefuß, Glaskraut, Gräser, Traubenkraut

### Weiterführende Literatur
- H. Halbritter, S. Ulrich, F. Grimsson, M. Weber, R. Zetter, M. Hesse, R. Buchner, M. Svojtka: Illustrated Pollen Terminology. 2nd Edition, SpringerOpen, Wien 2018, Open Access (PDF-Download)
- W. Punt, P.P. Hoen, S. Blackmore, S. Nilsson, A. Le Thomas: Glossary of pollen and spore terminology. In: Review of Palaeobotany and Palynology. Band 143, 2007, S. 1–81, doi:10.1016/j.revpalbo.2006.06.008, online (PDF; 1,56 MB).
- Karl Gransier: Die Verwendung von Pollenfallen zur Untersuchung des Polleneintrags der Honigbiene (Apis mellifera carnica, Pollmann) unter besonderer Berücksichtigung der Auswirkungen auf Verhalten und Leistung des Bienenvolkes. Dissertation, Bonn 1984.
- Enoch Zander: Pollengestaltung und Herkunftsbestimmung bei Blütenhonig. mit 778 Abbildungen auf 80 Tafeln, Verlag der Reichsfachgruppe Imker, Berlin 1935 DNB-Link
- Antonia Zurbuchen, Andreas Müller: Wildbienenschutz – von der Wissenschaft zur Praxis. Zürich, Bristol-Stiftung; Bern, Stuttgart, Wien, Haupt-Verlag, 2012, ISBN 978-3-258-07722-2.